# Skandal (Album)
Skandal ist ein Album der Gruppe Wise Guys. Es erschien im Jahr 1999 und ist die vierte LP der A-cappella-Gruppe aus Köln, allerdings erst die zweite, die nicht im Eigenvertrieb aufgenommen wurde, sondern in einem professionellen Studio. Außer den größtenteils von Daniel Dickopf komponierten Stücken sind auf der CD vier Coverversionen anderer Songs enthalten (Die Komponisten sind unten in der Titelliste aufgeführt).
Die Aufnahmen für das Album geschahen in mehreren Blöcken vom August 1998 bis Januar 1999. Das Album zeichnet sich im Vergleich zu den früheren Produktionen der Wise Guys durch eine größere stilistische Vielfalt aus. Auch der Rhythmik wurde mehr Beachtung geschenkt; die Wise Guys ließen sich dabei von Mario Argandoña und Dirk Hugo Linnemann mit Percussion und Vocal Percussion unterstützen.
Bei dem letzten Titel Schwachkopf handelt es sich um den Remix eines Liedes vom Vorgängeralbum Alles im grünen Bereich. Zusätzlich hört man einige Zeit nach dem Ende dieses Titels (bei ca. 4:40 min) ein Stück von „Juliane & den Streichguys“ die auch das Stück Es tut so weh begleiteten. Es ist ein Medley aus Wise-Guys-Liedern, Popsongs und klassischen Werken.

## Titelliste
1. Skandal – 2:48
 (Musik: Daniel Dickopf / Text: Daniel Dickopf)
2. Meine heiße Liebe – 3:39
 (Dickopf)
3. Liebe im Internet – 2:47
 (Dickopf)
4. Probier's mal mit 'nem Bass – 2:30
 (Dickopf)
5. Ich bin grumpig – 2:21
 (Dickopf)
6. Mädchen lach doch mal – 2:34
 (Dickopf)
7. Die Comedian Harmonists – 3:10
 (Edzard Hüneke / Dickopf)
8. Ein Herz und eine Seele – 2:55
 (Dickopf)
9. Flunder gibt es immer wieder – 2:48
 (Christian Bruhn, Günter Loose / Christian Bruhn, Günter Loose, Dickopf)
10. Mann & Frau – 2:32
 (Dickopf)
11. Goldeneye – 3:12
 (Paul David Hewson, David Howell Evans / Paul David Hewson, David Howell Evans)
12. Der letzte Martini – 2:48
 (Hüneke / Dickopf)
13. More than Words – 3:23
 (Nuno Bettencourt, Gary Cherone / Nuno Bettencourt, Gary Cherone)
14. Sie ist die Beste – 2:33
 (Dickopf)
15. Root Beer Rag – 2:40
 (Billy Joel)
16. Es tut so weh (live) – 5:39
 (Dickopf)
17. Schwachkopf (Remix99) – 4:06
 (Dickopf)
18. Hidden Track: Medley (Juliane & die Streichguys)